# Wilhelm Erasmus Arends
Wilhelm Erasmus Arends (* 5. Februar 1677 in Langenstein; † 16. Mai 1721 in Halberstadt) war ein deutscher evangelischer Pfarrer. 
Er studierte in Halle bei August Hermann Francke evangelische Theologie. Anschließend wurde er Pfarrer in Krottorf, später an St. Peter und Paul in Halberstadt, wo er 1721 starb.

## Werke
- Jesu, stärke deine Kinder (1714), Evangelisches Gesangbuch, Nr. 164.
- Rüstet euch, ihr Christenleute (1714).
- Wilhelm Erasmi Arends, Pastoris Prim. ad Pauli Halberst. Gründliches und sehr heilsames Erkäntniß der Leiden dieser Zeit (1724) (Digitalisat)